# Lee Thompson Young
Lee Thompson Young (Colúmbia, 1 de fevereiro de 1984 — Los Angeles, 19 de agosto de 2013) foi um ator americano mais conhecido pelo papel de destaque na série original do Disney Channel, "The Famous Jett Jackson" como Jett Jackson. Interpretava o detective Barry Frost na série "Rizzoli & Isles".
Em 19 de agosto de 2013, foi encontrado morto, em sua casa, na área de North Hollywood. Com apenas 29 anos, cometeu suicídio.